# Radlau

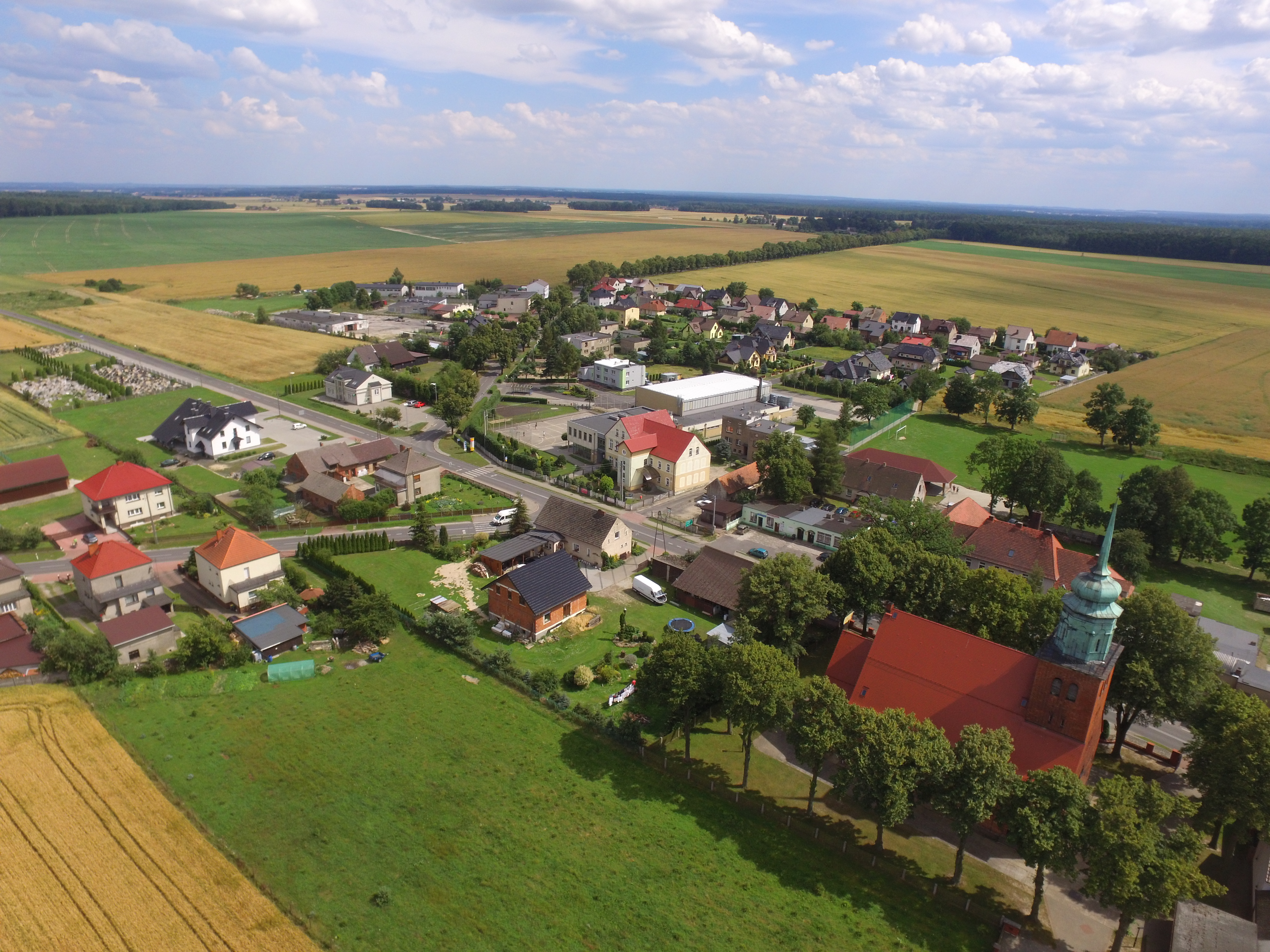
Radlau

Radlau, polnisch Radłów (schlesisch Radel) ist ein rund 600 Einwohner zählendes Dorf im Powiat Oleski der Woiwodschaft Opole in Polen. Es ist Sitz der gleichnamigen Landgemeinde mit etwas mehr als 4350 Einwohnern, die seit 2006 offiziell zweisprachig ist (Polnisch und Deutsch).

## Geographie
Radlau liegt im Zentrum der Landgemeinde im Nordosten der Woiwodschaft Opole, etwa 10 Kilometer nordöstlich der Kreisstadt Olesno (Rosenberg O.S.) und 40 km nordwestlich von Częstochowa (Tschenstochau) auf der Schlesischen Hochebene.
Radlau bildet ein Schulzenamt (Sołectwo) der Gemeinde Radlau (Gmina Radłów), dem auch die Ansiedlung Alt Karmunkau (Stare Karmonki) angehört.

## Geschichte
Über die Geschichte Radlaus ist wenig überliefert, das alte Radlauer Hospital, eine Blockhütte von 1660, die in das Museum des Oppelner Dorfes in Bierkowice transloziert wurde, ist aber ein wichtiges historisches Baudenkmal. Aus ersten Quellen des 18. Jahrhunderts geht hervor, dass im kleinen Dorf Radlau eine Schule bestand.
Traditionell wird Radlau nahezu gänzlich von Katholiken bewohnt, wobei Radlau Filiale der Pfarrei St. Matthäus im Ortsteil Sternalitz ist. 1928 wurde in Radlau die Herz-Jesu-Kirche (kościół Najświętszego Serca Pana Jezusa) errichtet.
1742 wurde Radlau Teil Preußens und 1816 dem Landkreis Rosenberg O.S. zugeordnet. Ab 1853 war die Gegend im Besitz der preußischen Königsfamilie. Der westliche Teil des Dorfes stellt die ehemalige Kolonie Kolpnitz dar (82 Einwohner im Jahre 1861), die mit der Zeit in Radlau aufgegangen ist.
Nach dem Ersten Weltkrieg wurde 1921 in Oberschlesien eine Volksabstimmung über die weitere staatliche Zugehörigkeit abgehalten, die von gewaltsamen Auseinandersetzungen begleitet wurde. In Radlau wurden 147 Stimmen (39,8 %) für den Verbleib bei Deutschland abgegeben, 222 (60,2 %) stimmten für die Angliederung an Polen. Der Stimmkreis Rosenberg hatte dagegen mehrheitlich für Deutschland gestimmt, weshalb Radlau in der Weimarer Republik verblieb.
Im Zuge der Ortsumbenennungen, die ab 1935 von den Nationalsozialisten in Schlesien durchgeführt wurden, wurde 1936 auch Radlaus historischer Name durch Radelsdorf ersetzt. 1945 wurde der Ort als Radłów Teil Polens.
Nach dem Zweiten Weltkrieg vergrößerte sich die Bedeutung Radlaus gegenüber den heutigen Dörfern der Gemeinde. Ursprünglich Teil der Gmina Sternalitz, wurde 1952 der Gemeindesitz nach Radlau verlegt. 1973 wurde aus den Gromadas Radlau, Kostellitz und den Dörfern Wichrau und Neu Karmunkau die Gemeinde Radlau gebildet. Heute ist Radlau das geografische Zentrum der Gemeinde und hier finden sich die Gemeindeinstitutionen. Hinsichtlich der Einwohnerzahl steht es an dritter Stelle und im Gegensatz zu den Ortsteilen Kostellitz, Biskupice / Bischdorf und Sternalitz verfügt es nicht über eine eigene Pfarrei.
Laut der letzten Volkszählung in Polen von 2002 gehören 28,05 % der Gemeindebevölkerung der deutschen Minderheit an, weitere 12,3 % bezeichneten sich als Schlesier. Der Anteil der Deutschstämmigen liegt aber wohl deutlich höher nicht zuletzt da 549 Personen (11,8 %) keine Angaben zu ihrer Nationalität machten. Dem polnischen Minderheitengesetz von 2005 entsprechend, wurde die Gemeinde Radlau 2006 offiziell zweisprachig, und 2007 wurde ein Gemeindebeschluss zur Aufstellung von zweisprachigen Ortsschildern vom Innenministerium genehmigt. Am 12. September 2008 stellte Radlau als erste Kommune in Polen zweisprachige Ortsschilder auf.

### Einwohnerentwicklung
Die Einwohnerzahlen von Radlau nach dem jeweiligen Gebietsstand (neuere Zahlen beziehen sich auf die ganze Landgemeinde):
| Jahr | Einwohner |
| ---- | --------- |
| 1844 | 452       |
| 1855 | 428       |
| 1861 | 432       |
| 1905 | 537       |
| 1910 | 561       |
| 1925 | 546       |
| 1933 | 666       |
| 1995 | 4.743     |
| 2000 | 4.661     |
| 2005 | 4.595     |

## Gemeinde
Die Landgemeinde (gmina wiejska) Radlau hat eine Fläche von 116,73 km² und gliedert sich in acht weitere Dörfer mit Schulzenamt. Das Wappen der Gemeinde zeigt in Grün einen silbernen Pflug und wurde 2001 eingeführt

### Bildung
In Radlau sind die Gemeindebibliothek, ein Dorfgemeinschaftshaus (Ośrodek Kultury), ein Kindergarten und eine Mittelschule (gimnazjum) angesiedelt.